# Hetman Włoszczowa
Klub Sportowy Hetman Włoszczowa – polski klub sportowy założony w 1947 roku we Włoszczowie. W sezonie 2024/2025 drużyna piłkarska występuje w rozgrywkach IV ligi, natomiast zespół siatkarski rywalizuje w III lidze.

## Sekcja piłki nożnej

### Historia
W 1949 roku klub pod nazwą Spójnia przystąpił do rozgrywek w klasie C, którą wygrał i awansował do klasy B. W 1950 dotarł do finału pucharu Polski na szczeblu okręgu. W nim zmierzył się ze Stalą Starachowice, z którą przegrał 2:11, choć po pierwszej połowie był remis 2:2. W 1957 klub, występując pod szyldem Kłos, wygrał rozgrywki klasy B. W walce o awans do klasy A okazał się jednak słabszy od Świtu Ćmielów i Radomiaka II Radom i ostatecznie nie wywalczył promocji.
W 1969 roku pod nazwą Sparta klub wywalczył awans do klasy A. W inauguracyjnym meczu w tych rozgrywkach zremisował 2:2 z Prochem Pionki, a gole strzelili Jerzy Stramski i Janusz Gawron. 13 września 1974 roku zespół zmienił nazwę na Hetman i przeszedł pod patronat Zakładów Stolarki Budowlanej. W kolejnych latach, po zmianach administracyjnych i likwidacji powiatów, klub rywalizował w klasie okręgowej, a przez jeden sezon w klasie A. W sezonie 1992/1993 uzyskał promocję do IV ligi międzyokręgowej, w której występował przez następne dwa lata.
W 1995 roku Hetman wywalczył awans do III ligi. Zadebiutował w niej 6 sierpnia domowym meczem z Koroną Kielce, zakończonym zwycięstwem 2:1 po golach strzelonych przez Andrzeja Deca i Jarosława Kiczkę. W całym sezonie włoszczowski klub wygrał dziewięć spotkań (do najbardziej okazałych zwycięstw należały wygrane 4:0 z Pogonią Siedlce, MZKS Kozienice i Ładą Biłgoraj), osiem zremisował i dziewięć przegrał. W tabeli zajął szóstą pozycję, tracąc do drugiego zespołu siedem punktów. W kolejnych rozgrywkach (1996/1997) piłkarze Hetmana plasowali się w dolnej części tabeli. Przegrali 15 meczów – najdotkliwszych porażek doznali w spotkaniach z Motorem Lublin (1:4), Koroną Kielce (0:4) i MZKS Kozienice (0:3). W ostatecznym rozrachunku zajęli 13. miejsce, mając dwa punkty przewagi nad strefą spadkową.
W sezonie 1997/1998 Hetman zajął w rozgrywkach III ligi ósme miejsce. W 32 meczach odniósł 15 zwycięstw – m.in. we wrześniu 1997 roku pokonał 3:0 Motor Lublin. Pozycja w górnej części tabeli nie spowodowała jednak utrzymania w lidze. W wyniku reformy rozgrywek do IV ligi spadło 11 ostatnich zespołów, w tym włoszczowski klub. W tym poziomie rozgrywkowym Hetman występował do 2005 roku. Przez następne trzy lata rywalizował w klasie okręgowej, by w 2008 roku, w wyniku reformy rozgrywek, trafić do IV ligi, stanowiącej piąty poziom ligowy. W sezonie 2008/2009 Hetman zajął w niej pierwsze miejsce i uzyskał awans do III ligi.
W sezonie 2009/2010 Hetman prezentował się najsłabiej wśród drużyn III ligi. Wygrał jedynie cztery mecze (1:0 z MZKS Alwernia, 2:0 z Kmitą Zabierzów, 2:1 w Tarnowie z Unią i 2:1 z Lubrzanką Kajetanów), a przegrał 22, w tym 2:7 z Górnikiem Wieliczka i 0:7 z Czarnymi Połaniec. Ostatecznie włoszczowski klub zajął 16. miejsce i spadł do IV ligi.
Po relegacji zespół z Włoszczowy występował w IV lidze nieprzerwanie do sezonu 2020/21, kiedy to zajął 18. miejsce w lidze i spadł do klasy okręgowej.

### Osiągnięcia
- III liga:
  - 6. miejsce: 1995/1996

## Sekcja piłki siatkowej
W przeszłości w klubie działała przez krótko sekcja piłki siatkowej kobiet.
W sezonie 2012/2013 do rozgrywek III ligi przystąpił zespół mężczyzn Hetmana. Na inaugurację przegrał on we własnej hali z AZS UJK Kielce 0:3 (20:25, 22:25, 23:25). Swoje pierwsze zwycięstwo odniósł w drugiej kolejce spotkań, pokonując 3:0 (25:12, 25:23, 28:26) Oświatę Solidarność Kielce.